# Renchenloch
Renchenloch ist eine Dorfwüstung in der Gemarkung von Memprechtshofen, einem Ortsteil der Stadt Rheinau (Baden).

## Geografische Lage
Die Wüstung wird im Bereich des heutigen Maierhofs in Memprechtshofen lokalisiert.

## Geschichte

### Mittelalter
Die älteste erhaltene Erwähnung von Renchenloch stammt von 1279. Das Dorf Renchenloch lag im Amt Lichtenau der Herrschaft Lichtenberg. Renchenloch war ein Lehen des Bischofs von Straßburg, die Erstbelehnung erfolgte vermutlich 1274. 1335 nahmen die mittlere und die jüngere Linie des Hauses Lichtenberg eine Landesteilung vor. Dabei fiel das Amt Lichtenau – und damit Renchenloch – an Ludwig III. von Lichtenberg, der die jüngere Linie des Hauses begründete.
Anna von Lichtenberg (* 1442; † 1474) war als Tochter Ludwigs V. von Lichtenberg (* 1417; † 1474) eine von zwei Erbtöchtern mit Ansprüchen auf die Herrschaft Lichtenberg. Sie heiratete 1458 den Grafen Philipp I. den Älteren von Hanau-Babenhausen (* 1417; † 1480), der eine kleine Sekundogenitur aus dem Bestand der Grafschaft Hanau erhalten hatte, um sie heiraten zu können. Durch die Heirat entstand die Grafschaft Hanau-Lichtenberg. Nach dem Tod des letzten Lichtenbergers, Jakob von Lichtenberg, eines Onkels von Anna, erhielt Philipp I. d. Ä. 1480 die Hälfte der Herrschaft Lichtenberg. Die andere Hälfte gelangte an seinen Schwager, Simon IV. Wecker von Zweibrücken-Bitsch. Das Amt Lichtenau gehörte zu dem Teil von Lichtenberg, den die Nachkommen von Philipp und Anna erbten.

### Frühe Neuzeit
Graf Philipp IV. von Hanau-Lichtenberg (1514–1590) führte nach seinem Regierungsantritt 1538 die Reformation in seiner Grafschaft konsequent durch, die nun lutherisch wurde.
Nach dem Tod des letzten Hanauer Grafen, Johann Reinhard III., 1736 fiel das Erbe – und damit auch das Amt Lichtenau mit Renchenloch – an den Sohn seiner einzigen Tochter, Charlotte von Hanau-Lichtenberg, Landgraf Ludwig (IX.) von Hessen-Darmstadt.

### Neuzeit
Mit dem Reichsdeputationshauptschluss wurde das Amt und Renchenloch 1803 dem neu gebildeten Kurfürstentum Baden zugeordnet. Im Laufe der Zeit war das Dorf zu einem einzigen Hof geschrumpft, dem heutigen Maierhof, der in älteren Quellen auch den Namen Maienhof oder Rencherlochhof trägt.